# Ласло Чех
Ласло Чех (угор. Cseh László, 3 грудня 1985) — угорський плавець, п'ятиразовий призер Олімпійських ігор, дворазовий чемпіон світу, 32-разовий чемпіон Європи у 2003-2016 роках, триразовий чемпіон літньої Універсіади 2011, багаторазовий чемпіон Угорщини. Спеціалізується в комплексному плаванні на дистанції 200 і 400 метрів, плаванні батерфляєм, на спині і вільним стилем. Екс-рекордсмен світу на дистанціях 200 і 400 метрів комплексним плаванням у 25-метрових басейнах, багаторазовий рекордсмен Європи та Угорщини на довгій і короткій воді.
Син угорського плавця Ласло Чеха-старшого (нар. 1952), учасника Олімпійських ігор 1968 і 1972 років.
Один із найтитулованіших плавців у історії чемпіонатів Європи: на довгій воді Чех виграв 21 нагороду, 13 з яких золоті, а у 25-метрових басейнах на рахунку угорця 25 медалей, зокрема 19 золотих. При цьому в 50-метрових басейнах Ласло вигравав принаймні дві медалі й принаймні одне золото на семи чемпіонатах Європи поспіль (2004, 2006, 2008, 2010, 2012 2014 і 2016).
На чемпіонатах світу та Олімпійських іграх Чеху кілька років поспіль доводилося змагатися в комплексному плаванні та Батерфляї з видатним американцем 18-разовим олімпійським чемпіоном Майклом Фелпсом. У результаті на Олімпійських іграх Чех виграв загалом п'ять медалей у 2004, 2008 і 2012 роках, але жодного золота (саме Фелпс випередив Чеха на всіх трьох дистанціях на Іграх 2008 року, коли угорець завоював три срібла), а на чемпіонатах світу угорець лише двічі вигравав золото - 2005 року на дистанції 400 метрів комплексним плаванням і через 10 років на дистанції 200 метрів батерфляєм. Срібних та бронзових нагород чемпіонатів світу (на довгій і короткій воді) на рахунку угорця понад 10. При цьому на семи чемпіонатах світу поспіль (2003-2015) Чех не залишався без медалей.
Найкращий спортсмен Угорщини 2006 і 2015 років, найкращий плавець Європи 2005 і 2006 років.

## Виступи на Олімпіадах
| Олімпіада   | Дисципліна                        | Місце |
| ----------- | --------------------------------- | ----- |
| Афіни 2004  | плавання на 100 метрів на спині   | 6     |
| Афіни 2004  | 200 метрів, комплексне плавання   | 4     |
| Афіни 2004  | 400 метрів, комплексне плавання   | 3     |
| Афіни 2004  | комплексна естафета 4 × 100       | 7     |
| Пекін 2008  | плавання на 200 метрів, батерфляй | 2     |
| Пекін 2008  | 200 метрів, комплексне плавання   | 2     |
| Пекін 2008  | 400 метрів, комплексне плавання   | 2     |
| Лондон 2012 | естафета 4 × 200 вільним стилем   | 8     |
| Лондон 2012 | плавання на 200 метрів, батерфляй | 12    |
| Лондон 2012 | 200 метрів, комплексне плавання   | 3     |
| Лондон 2012 | 400 метрів, комплексне плавання   | 9     |
| Лондон 2012 | комплексна естафета 4 × 100       | 5     |